# River Park
River Park är en ort (CDP) i St. Lucie County, i delstaten Florida, USA. Enligt United States Census Bureau har orten en folkmängd på 6 514 invånare (2020) och en landarea på 6,5 km².